# Colonia de Surinam
La Colonia de Surinam (en neerlandés: Kolonie Suriname) era una colonia de plantaciones en las Guayanas, vecina de la colonia igualmente neerlandesa de Berbice al oeste, y la colonia francesa de Cayena al este. Surinam fue una colonia neerlandesa desde el 26 de febrero de 1667, cuando las fuerzas de dicho país capturaron la colonia inglesa de Francis Willoughby durante la segunda guerra anglo-neerlandesa, hasta el 15 de diciembre de 1954, cuando Surinam se convirtió en un país constituyente del Reino de los Países Bajos. El statu quo de la soberanía neerlandesa sobre Surinam y la soberanía inglesa sobre Nuevos Países Bajos, que había sido conquistada en 1664, se mantuvo en el Tratado de Breda del 31 de julio de 1667, y se confirmó nuevamente en el Tratado de Westminster de 1674.
Después de que las otras colonias neerlandesas en las Guayanas, es decir, Berbice, Esequibo, Demerara y Pomeroon, se perdieran ante los británicos en 1814, la colonia restante de Surinam a menudo se conocía como la Guayana Neerlandesa, especialmente después de 1831, cuando los británicos fusionaron Berbice, Esequibo y Demerara en la Guayana Británica. Como el término Guayana Neerlandesa se usó en los siglos XVII y XVIII para referirse a todas las colonias neerlandesas en las Guayanas, este uso del término puede ser confuso.

## Historia
La colonización de Surinam estuvo marcada por la esclavitud. Las plantaciones dependían del trabajo esclavo, principalmente suministrado por la Compañía Neerlandesa de las Indias Occidentales desde sus puestos comerciales en África Occidental, para trabajar sus campos de cultivo. Azúcar, algodón y extracto de añil o índigo eran los principales bienes exportados de la colonia a los Países Bajos hasta principios del siglo XVIII, cuando el café se convirtió en el principal producto exportado de Surinam. El tratamiento que los terratenientes tenían con los esclavos era significativamente malo. El historiador C. R. Boxer escribió que "la inhumanidad del hombre hacia el hombre ha alcanzado sus límites en Surinam", y muchos esclavos escaparon de las plantaciones. La Bolsa de Valores de Ámsterdam sufrió un duro golpe en 1773, que lidiaba con un severo declive de la economía de plantaciones que se acrecentó con la abolición de la trata de esclavos en el Imperio Británico en 1807. Esta abolición fue adoptada por el monarca neerlandés Guillermo I, que firmó un decreto real a este respecto en junio de 1814, y que concluyó con la firma del Tratado Anglo-Holandés sobre el Comercio de Esclavos en mayo de 1818. Muchas plantaciones fueron a la bancarrota como consecuencia de la abolición de la esclavitud. Sin suministro de esclavos, muchas plantaciones fueron fusionadas para incrementar la eficiencia.

### Abolición de la esclavitud
La esclavitud fue finalmente abolida el 1 de julio de 1863, aunque los esclavos serían solamente liberados tras un período transitorio de diez años en 1873. Esto fomentó la inmigración de trabajadores no cualificados procedentes de la India Británica, después de un tratado firmado a tal efecto entre los neerlandeses y el Imperio Británico en 1870. Además de la inmigración anglo-india, trabajadores javaneses de las Indias Orientales Neerlandesas también fueron contratados para trabajar en las plantaciones de Surinam. Al mismo tiempo, también comenzó un fallido intento de colonizar Surinam con campesinos empobrecidos de los Países Bajos continentales.

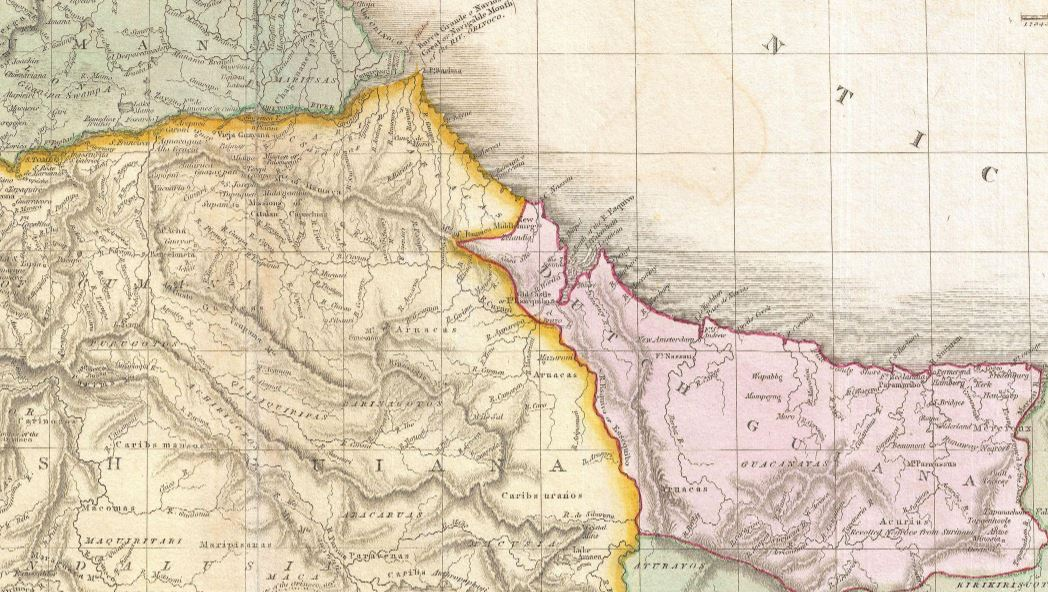
La Guayana Holandesa en 1818

### SigloXX
En el siglo XX, los recursos naturales de Surinam, entre los que se encontraban el caucho, el oro y la bauxita, eran explotados. La fiebre del oro que siguió al descubrimiento del mineral en el río Lawa aceleró la construcción de la Autopista de Lawa en 1902, aunque la construcción fue interrumpida después de que la producción de oro no fuese la esperada. En 1916 la compañía aluminera estadounidense Alcoa comenzó la minería de bauxita en las cercanías del río Cottica, cerca de la aldea de Moengo. En 1938 la compañía construyó un horno de fundición de aluminio en Paranam.
La década de 1930 fue una época difícil para Surinam. La Gran Depresión creó un gran desempleo. Los trabajadores surinameses en Curazao y otras islas de las Antillas Neerlandesas regresaron a Surinam debido a la falta de trabajo, lo que acrecentó el programa. La financiación dejó de llegar y cada vez había más personas desempleadas. Para proveer trabajo, se construyeron carreteras de Domburg y Groningen, y se construyó la Meursweg. El Ejército de Salvación abrió un comedor social para aliviar las peores situaciones de hambre que se generaron. Sin embargo, esto no fue suficiente y hubo un gran ambiente de rebelión entre la población, que estalló en 1931 con manifestaciones y disturbios callejeros con saqueos. El nacionalista Anton de Kom fue a Surinam para establecer una organización de trabajadores: estableció una firma de consultoría, pero cuando organizó una manifestación contra el gobernador colonial, fue encarcelado. Una marcha para pedir su liberación llevó al conocido como Martes Negro, en el que dos personas fueron disparadas. De Kom fue puesto en un barco de vuelta a Europa. El primer ministro neerlandés Colijn afirmó en la Cámara Baja en 1935:

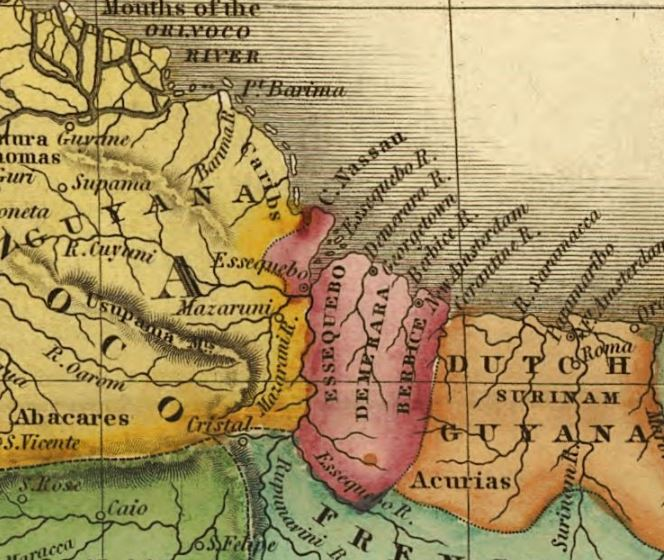
La Guayana Holandesa en 1826

«Todo lo que se ha intentado en Surinam, sencillamente ha fallado. Las cosas no son fáciles. Y es por ello por lo que quise que alguien se levantara en los Países Bajos y supiera qué podíamos hacer. Haré todo lo posible.»
Sin embargo, la situación mejoró en cierta medida en los años previos a la Segunda Guerra Mundial.
En parte debido a la importancia del aluminio surinamés al esfuerzo aliado de guerra, tropas de los Estados Unidos ocuparon Surinam bajo un acuerdo con el Gobierno neerlandés en el exilio firmado el 23 de noviembre de 1941. Bajo las premisas de la Carta Atlántica en agosto de 1941, el Gobierno neerlandés en el exilio prometió finalizar las relaciones coloniales entre los Países Bajos y sus posesiones de ultramar, prometiéndoles una mayor autonomía y el ejercicio del autogobierno. Esto fue finalmente cumplido tras la proclamación de la Carta del Reino de los Países Bajos el 15 de diciembre de 1954, que constituían un Reino en el que los Países Bajos, las Antillas Neerlandesas y Surinam participaban en condiciones de igualdad. En 1975, Surinam abandonó el Reino de los Países Bajos y se convirtió en un país independiente bajo el nombre de República de Surinam.

## Administración
Desde 1683, la colonia estuvo gobernada por la Sociedad de Surinam, una compañía compuesta por tres accionistas equitativos: la ciudad de Ámsterdam, la familia Van Aerssen van Sommelsdjick y la Compañía Neerlandesa de las Indias Occidentales. Pese a que la organización y administración de la colonia estaba limitada a esos tres accionistas, todos los ciudadanos de las Provincias Unidas de los Países Bajos eran libres de comerciar con Surinam. Asimismo, los terratenientes eran consultados en un Consejo de Policía, lo que fue una característica única entre las colonias de la Guayana.

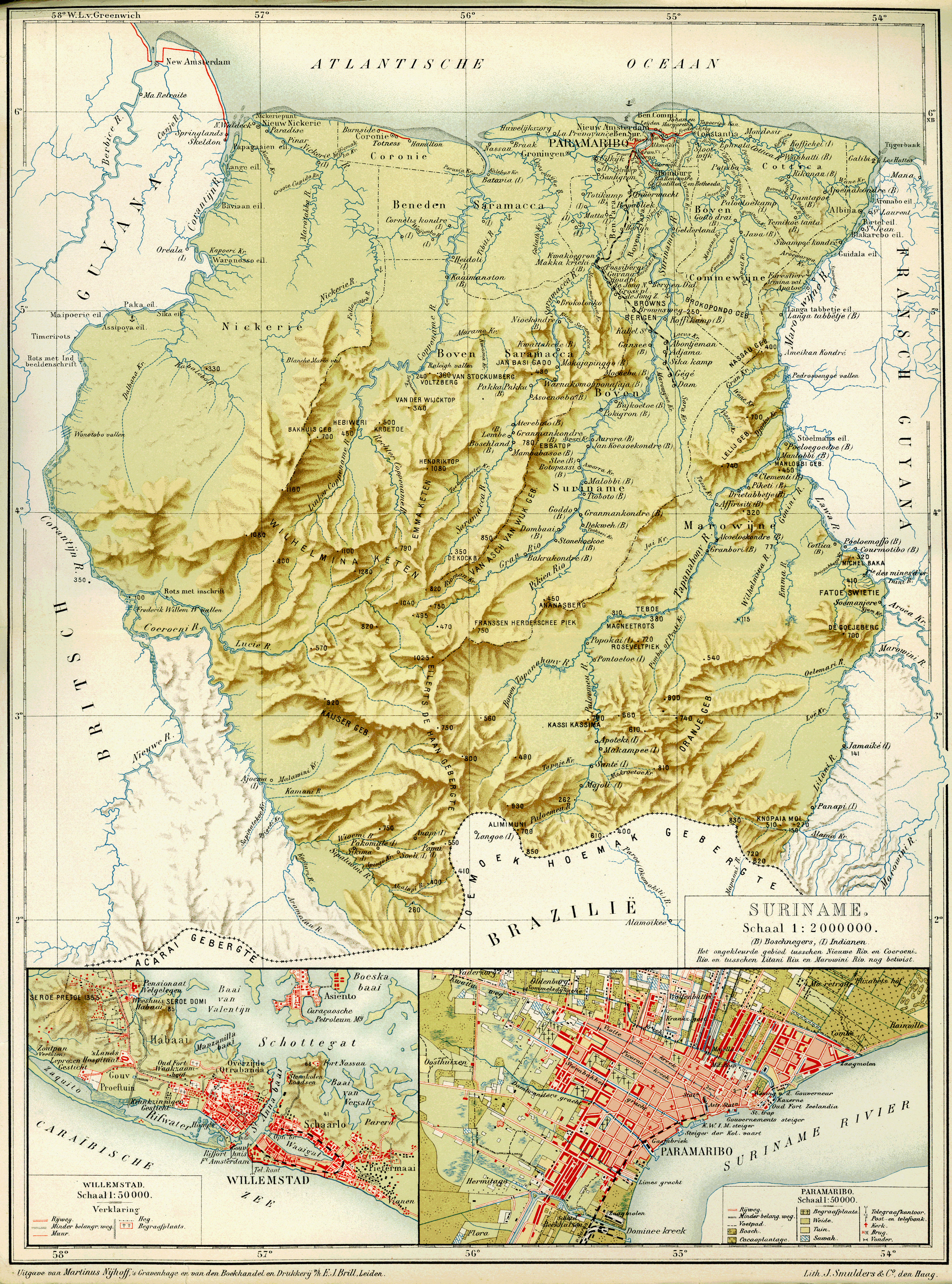
Surinam en 1914

En noviembre de 1795, la Sociedad fue nacionalizada por la República Bátava. Desde entonces y hasta 1954, la República Bátava y sus sucesores legales (el Reino de Holanda y el Reino de los Países Bajos) gobernaron el territorio como una colonia nacional, exceptuando un período de ocupación británica entre 1799 y 1802 y otro entre 1804 y 1816.
Tras la proclamación de la República Bátava en 1795, el Gobierno neerlandés aprobó varias regulaciones gubernamentales para Surinam (en neerlandés: Regeringsreglement voor Suriname), estableciendo el gobierno de la colonia. En 1865, una nueva regulación gubernamental reemplazó a la previa de 1832, que teóricamente otorgaba a Surinam cierto autogobierno limitado. A la élite colonial se le concedió el derecho de elegir un Consejo Colonial (Koloniale Raad) que co-gobernaba la colonia junto al Gobernador General nombrado por la Corona neerlandesa. Entre otras cosas, el Consejo Colonial tenía la potestad de decidir el presupuesto de la colonia, sujeto a la aprobación de la Corona, pero no participaba de ningún modo en el Parlamento neerlandés.
En vísperas de la revisión constitucional neerlandesa de 1922, en la que el término "colonia" fue reemplazado por "territorio de ultramar", la regulación gubernamental de 1865 fue reemplazada por la Ley Básica de Surinam (Staatsregeling van Suriname) el 1 de abril de 1937. Esta Ley Básica renombró al Consejo Colonial como Estados de Surinam (Staten van Suriname) e incrementó el número de miembros de 13 a 15.
Tras la Segunda Guerra Mundial, durante la cual el Gobierno neerlandés en el exilio prometió revisar las relaciones entre los Países Bajos y sus colonias, la Ley Básica fue exhaustivamente revisada. En marzo de 1948 las revisiones a la Ley Básica fueron adoptadas por el Parlamento neerlandés, que introdujeron el sufragio universal para hombres y mujeres, lo que incrementó el número de miembros de los Estados de 15 a 21, y llevó a la creación de un Colegio del Gobierno General (College van Algemeen Bestuur) cuya labor era asistir al Gobernador en el gobierno diario de la colonia, y que sería el precursor del Gabinete de Ministros. La nueva Constitución entró en vigor en julio de 1948.

## Defensa
En 1868 el Gobierno neerlandés creó las Fuerzas Armadas Neerlandesas en Surinam (TRIS), que funcionaban como el Ejército colonial neerlandés en Surinam. Esto significaba que, igual que el Real Ejército Neerlandés de las Indias Orientales (KNIL) en las Indias Orientales Neerlandesas, las TRIS estaba bajo la responsabilidad del Ministerio de las Colonias neerlandés, en lugar del Ministerio de Defensa. El tamaño de las TRIS fue, sin embargo, pequeño en comparación con el KNIL de la antigua colonia de Indonesia. Consistía de dos compañías de infantería y dos de artillería; en total 636 soldados sirvieron en las TRIS. Esos soldados tenían la tarea de patrullar y ejercer funciones policiales en toda la colonia de Surinam.

## Guayana Neerlandesa
Pese a que la colonia siempre ha sido oficialmente conocida como Surinam o Suriname, tanto en neerlandés como en español, la colonia ha sido frecuentemente denominada de forma semioficial o no oficial como Guayana Neerlandesa (Nederlands Guiana) en el siglo XIX y siglo XX, en una analogía con Guayana Británica y Guayana Francesa. Históricamente, Surinam era solo una de las muchas colonias neerlandesas en Las Guayanas, siendo el resto Berbice, Esequibo, Demerara y Pomeroon, que tras ser tomadas por el Reino Unido en 1814, fueron incorporadas a la Guayana Británica en 1831. Los neerlandeses también controlaron el norte de Brasil entre 1630 y 1654, incluyendo un área que, cuando estaba gobernada por el Reino de Portugal desde Lisboa, era denominada Guayana Portuguesa. Con todo, antes de 1814, el término "Guayana Holandesa" no describía solamente a Surinam, sino a todas las colonias bajo soberanía neerlandesa en la región: un conjunto de colonias, con distintos gobiernos, cuyas fronteras exteriores cambiaron significativamente a lo largo del tiempo.